# Wilm Herlyn

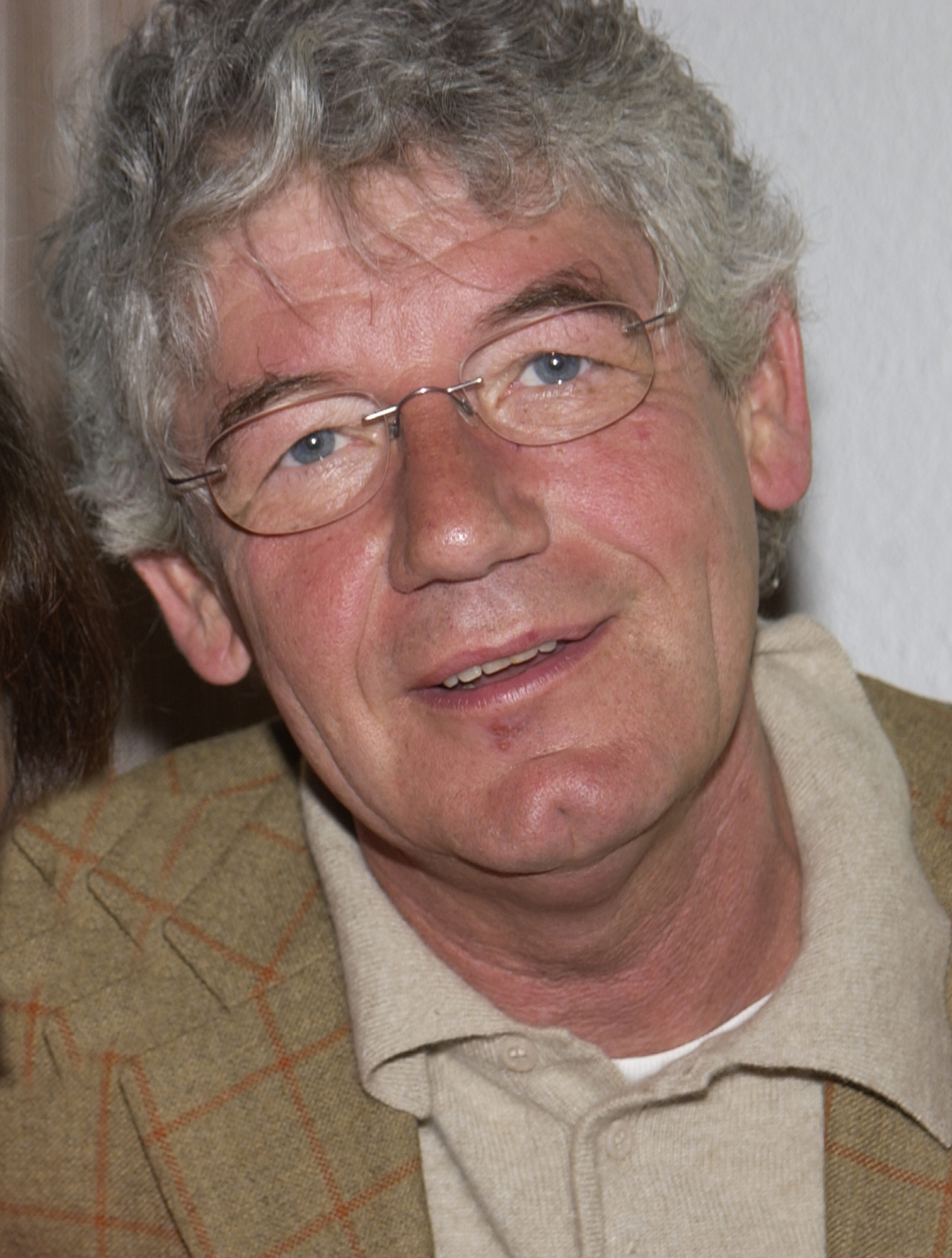
Wilm Herlyn 2004

Wilm Herlyn (* 21. Januar 1945 in Bielefeld) ist ein deutscher Politologe und Journalist. Von 1991 bis 2009 war er Chefredakteur der Deutschen Presse-Agentur (dpa).

## Leben
Herlyn wuchs zunächst in Nordhausen auf. 1966 legte er am Söderblom-Gymnasium in Espelkamp das Abitur ab. An der Julius-Maximilians-Universität Würzburg begann er Philosophie, Geschichtswissenschaft, Politologie und Kommunikationswissenschaft zu studieren. 1967 wurde er im Corps Rhenania Würzburg aktiv. Er wechselte an die Paris-Lodron-Universität Salzburg und die Freie Universität Berlin. Dort schloss er sich 1968 auch dem Corps Guestphalia Berlin an. Das Westfalenband legte er später nieder.
Nach einem Volontariat bei Die Welt in Hamburg wurde er 1972 Redakteur in deren Berliner Büro, später Leiter der Deutschland-Redaktion und Chef vom Dienst. Von 1986 bis 1987 war er als geschäftsführender Redakteur bei der Bunten verantwortlich für den Bereich Politik, Wirtschaft und Zeitgeschichte. Von 1987 bis 1990 war er stellvertretender Chefredakteur der Rheinischen Post in Düsseldorf. 1991 wechselte er zur dpa Deutschen Presse-Agentur als deren Chefredakteur nach Hamburg. 2009 genehmigte der dpa-Aufsichtsrat die von Herlyn vorgelegten Pläne zur Konzentration aller redaktionellen Zentraleinheiten in Berlin. Nach seiner Pensionierung im Januar 2010 engagierte er sich in der Ausbildung junger Journalisten.
Er ist in zweiter Ehe verheiratet und hat zwei Kinder aus erster Ehe.